# Bosc del Monegal
El bosc del Monegal és una pineda del poble de Guixers, al municipi de Guixers, a la Vall de Lord (Solsonès).